# 青铜纵目面具

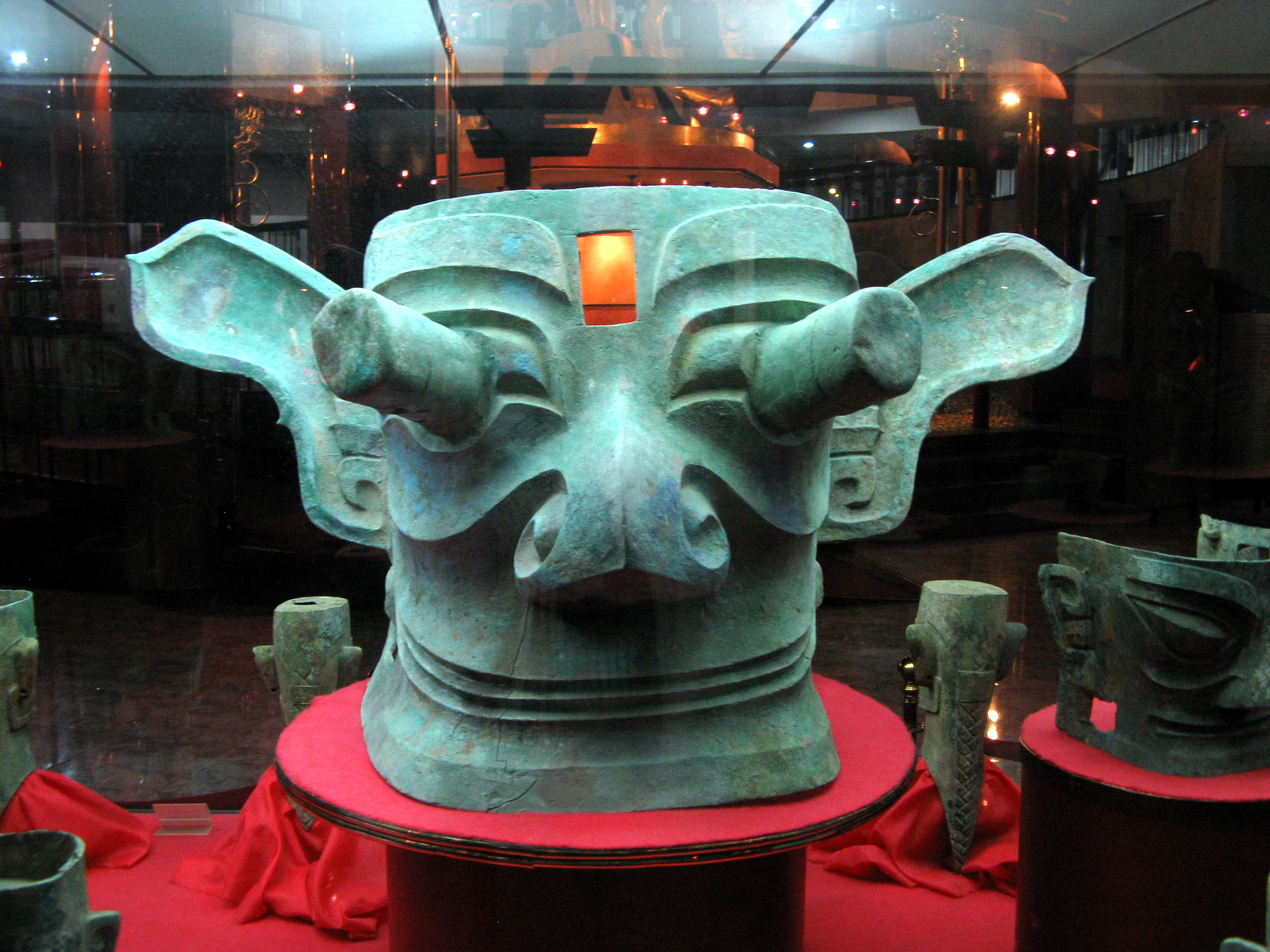
三星堆出土青铜纵目面具

青铜纵目面具为三星堆“六大国宝”之一，宽138厘米，高64.5厘米，眼睛呈柱状向外凸。一双雕有纹饰的耳朵向两侧充分展开，造型雄奇，威严四仪，为世界上年代最早、形体最大的青铜面具。

## 现代解释
有学者认为三星堆先人来自缺碘的地区，所以有甲亢造成眼球突出